# USS Haddock (SS-231)
Pour les autres navires du même nom, voir USS Haddock.
L'USS Haddock (SS-231) est un sous-marin de classe Gato construit pour l'United States Navy pendant la Seconde Guerre mondiale.
Sa quille est posée le 31 mars 1941 au chantier naval de Portsmouth à Kittery, dans le Maine. Il est lancé le 20 octobre 1941, parrainé par Mme William H. Allen ; et mise en service le 14 mars 1942, sous le commandement du lieutenant commander Arthur H. Taylor.

## Historique
Après sa croisière inaugurale et plusieurs entraînements au nord-est des États-Unis, il rejoint le Pacifique durant l'été, appareillant de Pearl Harbor en juillet 1942 pour sa première patrouille de guerre dans les îles Bonin et en mer de Chine orientale, devenant ainsi le premier sous-marin à embarquer le tout nouveau radar SJ pendant une mission opérationnelle.
La plupart de ses patrouilles de guerre ont été réussies, coulant un certain nombre de transports et de pétroliers, endommageant également le transporteur Un'yo le 19 janvier 1944 (alors qu'il faisait partie d'un Rudeltaktik avec les USS Tullibee et Halibut). Il acheva sa douzième et dernière patrouille en atteignant le Japon le 22 août 1945. Le submersible arrive à New London, dans le Connecticut, en mars 1946, où il est mis hors service au début de l'année suivante. Entre août 1948 et mai 1952, il sert de navire d’entraînement pour le 6e district naval. En juin 1956, il est de nouveau transformé en navire d’entraînement à Portsmouth, dans le New Hampshire, avant d'être vendu pour démolition en août 1960.

## Décorations
Le Haddock a reçu onze battle stars pour son service pendant la Seconde Guerre mondiale. Il reçut également la Presidential Unit Citation pour ses performances remarquables lors des deuxième, cinquième, sixième et septième patrouilles de guerre.